# Аглая Пеццато
Аглая Пеццато (італ. Aglaia Pezzato, 22 квітня 1994) — італійська плавчиня.
Учасниця Олімпійських Ігор 2016 року.
Призерка Чемпіонату світу з плавання на короткій воді 2016 року.